# В трудный час
«В трудный час» — советский фильм 1961 года режиссёра Ильи Гурина по повести «Под Москвой» Евгения Габриловича.

## Сюжет
1941 год. Кузьма Кройков — простой плотник из Сибири, мобилизован в армию. Младший сержант, командир отделения и в составе стрелковой роты он прибывает на защиту Москвы, где встречает Варвару Окнову, студентку архитектурного института направленную на строительство укреплений. Решительная, высокая и красивая Варвара покоряет сердце Кузьмы. После очередного боя они встречаются вновь и открывают друг другу свои чувства. Но этой фронтовой любви не суждено иметь продолжения — бои продолжаются, и Варвара в составе диверсионного отряда уходит в тыл немцам, где погибает.

## В ролях
- Владимир Кашпур — Кузьма Кройков
- Светлана Харитонова — Варвара Окнова
- Юрий Назаров — Пётр Котельников
- Нина Магер — Ольга Котельникова
- Владимир Заманский — Парфентьев, политрук
- Игорь Кваша — Сеня
- Татьяна Гаврилова — Нина
- Игорь Охлупин — Михаил
- Лидия Савченко — Татьяна
- Геннадий Сайфулин — Зинялкин
- Валентина Беляева — мать убитого
- Евгений Евстигнеев — сосед Ольги, паникёр
- Маргарита Корабельникова — голос сына Петра Котельникова
- Нина Сазонова — хозяйка дома
- Владимир Сальников — Милкин
- Любовь Соколова — колхозница
- Даниил Нетребин — солдат
- Виктор Филиппов — солдат
- Валентин Грачёв — солдат
- Алексей Миронов — солдат
- Нина Сазонова — эпизод

## Литературная и реальная основа
Фильм снят по сценарию Евгения Габриловича, в декабре 1941 года он был направлен написать репортаж о прибывающих для обороны Москвы свежих дивизиях из Сибири:

Еще на Казанском вокзале Габрилович приметил маленького, вихрастого, быстрого на слово и расторопного в делах сержанта. Писатель не расставался с ним. Там впервые у него возникла мысль написать о нем повесть. Отрывки из этой повести печатались в «Красной звезде». Главным героем её стал некий сержант Кройков — образ, навеянный тем сибиряком. Впоследствии этот же сибиряк стал героем кинокартины «В трудный час», снятой по сценарию Габриловича. — из мемуаров Д. И. Ортенберга

я увидел в столовой солдата лет под сорок, тогда это считался уже пожилой возраст. Солдат сидел с какой-то девушкой. Он заинтересовал меня своей неторопливой, уверенной манерой поведения рабочего человека. Собеседница его была сильная, мощная, в солдатских штанах. Я поймал её взгляд. Фронтовая любовь, подумалось мне. Так возникла мысль рассказать об этих людях. Много лет спустя по этой повести режиссер И. Гурин нснял фильм «В трудный час». В этой повести и в фильме главным героем был Кройков, — так я назвал того солдата, которого увидел с девушкой в подмосковном городке. Образ Кройкова стал для меня обобщенным образом советского солдата тех лет.
— Евгений Габрилович
Повесть «Под Москвой» была написана в 1942 году, писатель снова обратился к этому герою в своих воспоминаниях «Четыре четверти», написал сценарий для фильма «В трудный час».

## Песня из фильма
Лейтмотивом через всю ленту проходит песня «Баллада о солдате» (муз. В. Соловьёв-Седой — сл. М. Матусовский) в исполнении Эдуарда Хиля.